# La Chapelle-Bâton (Vienne)
Chapelle-Bâton – miejscowość i gmina we Francji, w regionie Nowa Akwitania, w departamencie Vienne.
Według danych na rok 1990 gminę zamieszkiwało 487 osób, a gęstość zaludnienia wynosiła 16 osób/km² (wśród 1467 gmin regionu Poitou-Charentes Chapelle-Bâton plasuje się na 562. miejscu pod względem liczby ludności, natomiast pod względem powierzchni na miejscu 162.).